# Почесуха
Почесуха (лат. prurigo, от prurio — чешусь) — заболевание кожи, для которого характерны сильный зуд, узелковые высыпания, кровянистые корочки и расчёсывание, в основном на разгибательных поверхностях конечностей, ягодицах, животе, спине, пояснице.
Выделяются детская (появляется у склонных к экссудативному диатезу младенцев, появляется преимущественно на лице и волосистой части головы), взрослая и узловатая (небольшое количество изолированных серовато-бурых узелков с рецидивами) почесуха.
Клиническая картина: проявляется интенсивным зудом и папулезными высыпаниями, главным образом на разгибательных поверхностях конечностей, ягодицах, животе, спине, пояснице. Сгибательная поверхность конечностей и лицо в процесс не вовлекаются.
Папулы располагаются рассеянно, не склонны к слиянию, плотной консистенции, конической или полушаровидной формы, диаметром 2- 4 мм, буровато-красного цвета. Многие папулы экскориированы, с геморрагическими корками. Папулы часто приобретают уртикарный вид с яркой эритемой, интенсивным зудом. Нередко вследствие зуда и экскориаций процесс осложняется пиодермией с формированием остиофолликулитов, фолликулитов и фурункулов.
При хроническом течении почесухи развиваются невротические расстройства, нарушается сон вплоть до бессонницы. У таких больных могут быть увеличены лимфатические узлы, а в крови наблюдается эозинофилия.
Диффдиагностика с:
- нейродермит (атопический дерматит);
- чесотка;
- болезнь Дюринга.

## Лечение
В 2022 г. дупилумаб был одобрен для лечения узловатой почесухи. В 2024 г. был одобрен немолизумаб.